# Rapakivenjärvi
Rapakivenjärvi är en sjö i Finland. Den ligger i kommunen Kouvola i landskapet Kymmenedalen, i den södra delen av landet, 120 km öster om huvudstaden Helsingfors. Rapakivenjärvi ligger 31 meter över havet. I omgivningarna runt Rapakivenjärvi växer i huvudsak blandskog. Arean är 38,3 hektar och strandlinjen är 2,37 kilometer lång. Sjön  ingår i Kymmene älvs huvudavrinningsområde. 